# Helsinki Challenger
L'Helsinki Challenger è stato un torneo professionistico di tennis giocato su campi in sintetico indoor. Faceva parte dell'ATP Challenger Series. Si giocava annualmente a Helsinki in Finlandia.

## Albo d'oro

### Singolare
| Anno | Campione         | Finalista         | Punteggio     |
| ---- | ---------------- | ----------------- | ------------- |
| 1991 | Michiel Schapers | Alex Antonitsch   | 7–6, 4–6, 7–5 |
| 1990 | Non disputato    | Non disputato     | Non disputato |
| 1989 | David Engel      | Veli Paloheimo    | 4–6, 7–6, 6–1 |
| 1988 | Veli Paloheimo   | Nicklas Kulti     | 3–6, 6–4, 6–4 |
| 1987 | Grant Connell    | Aleksandr Zverev  | 7–6, 6–2      |
| 1986 | Patrik Kühnen    | Jaroslav Navrátil | 6–4, 7–6      |
| 1985 | Andrej Česnokov  | Eric Jelen        | 4–6, 6–0, 6–3 |
| 1984 | Jakob Hlasek     | Johan Carlsson    | 6–4, 6–3      |
| 1983 | Erick Iskersky   | Amos Mansdorf     | 6–4, 4–6, 7–5 |

### Doppio
| Anno | Campioni                         | Finalisti                         | Punteggio            |
| ---- | -------------------------------- | --------------------------------- | -------------------- |
| 1991 | Tarik Benhabiles Henri Leconte   | Alex Antonitsch Glenn Layendecker | 7–5, 7–6             |
| 1990 | Non disputato                    | Non disputato                     | Non disputato        |
| 1989 | Torneo non terminato             | Torneo non terminato              | Torneo non terminato |
| 1988 | Luke Jensen Peter Palandjian (2) | Jörg Müller James Turner          | 7–6, 3–6, 6–3        |
| 1987 | Peter Palandjian (1) Bud Schultz | Nicklas Utgren Pasi Virtanen      | 7–6, 6–4             |
| 1986 | Peter Carlsson Jörgen Windahl    | Kelly Jones David Livingston      | 6–2, 4–6, 7–6        |
| 1985 | Ronnie Båthman Stefan Eriksson   | Morten Christensen Patrik Kühnen  | 6–4, 3–6, 6–4        |
| 1984 | Jakob Hlasek Alexandre Hocevar   | Ronnie Båthman Magnus Tideman     | 7–6, 6–4             |
| 1983 | Kimmo Alkio Olli Rahnasto        | Erick Iskersky Richard Lewis      | 6–4, 5–7, 6–3        |